# Шамры
Шамры — посёлок в Гордеевском районе Брянской области, в составе Гордеевского сельского поселения. Расположен в 2,5 км к югу от деревни Завод-Корецкий, на реке Ветка (рукав Ипути). Население — 11 человек (2010).

## История
Основан в 1920-х гг.; до 2005 года входил в Заводо-Корецкий сельсовет.
| Годы      | 1926 | 1979 | 1989 | 2002 | 2010 |
| --------- | ---- | ---- | ---- | ---- | ---- |
| Население | 188  | 61   | 40   | 21   | 11   |